# Awake (Skillet-Album)
Awake ist das sechste Album der US-amerikanischen christlichen Rockband Skillet, das am 25. August 2009 veröffentlicht wurde.

## Hintergrund
Am 25. August 2009 wurde das Album Awake veröffentlicht, das in den amerikanischen Albumverkaufscharts auf Platz 2 einstieg. Es beinhaltet zwölf Songs. Hero wurde am 19. Mai 2009 als erste Single veröffentlicht und Monster am 14. Juli 2009. Der Song Awake and Alive wurde auch in den Billboard Hot 100 auf Platz 100 aufgeführt und war Skillets erstes Lied, das sich in den Hot 100 platzieren konnte.
Hero und Monster dienten bei WWE Pay-Per-Views als Titellieder, ersteres bei „Royal Rumble 2010“, letzteres beim „Hell In A Cell 2009“. Die besagten Songs sind auch in dem Videospiel WWE SmackDown! vs. RAW 2010 enthalten. Das Album wurde auch mit drei weiteren Stücken als Deluxe Edition veröffentlicht.

## Titelliste
| Nr.          | Titel                       | Autor(en)                 | Länge |
| ------------ | --------------------------- | ------------------------- | ----- |
| 1.           | Hero                        | John Cooper, Korey Cooper | 3:07  |
| 2.           | Monster                     | John Cooper, Gavin Brown  | 2:57  |
| 3.           | Don't Wake Me               | John Cooper, Brian Howes  | 3:55  |
| 4.           | Awake and Alive             | John Cooper, Brian Howes  | 3:32  |
| 5.           | One Day Too Late            | John Cooper, Brian Howes  | 3:40  |
| 6.           | It’s Not Me, It’s You       | John Cooper               | 3:25  |
| 7.           | Should’ve When You Could've | John Cooper               | 3:31  |
| 8.           | Believe                     | John Cooper, Dave Bassett | 3:50  |
| 9.           | Forgiven                    | John Cooper               | 3:39  |
| 10.          | Sometimes                   | John Cooper               | 3:28  |
| 11.          | Never Surrender             | John Cooper, Dave Bassett | 3:30  |
| 12.          | Lucy                        | John Cooper               | 3:40  |
| Gesamtlänge: | Gesamtlänge:                | Gesamtlänge:              | 42:20 |

## Rezeption

### Kritiken
Das Album erhielt gemischte Kritiken. So schreibt Kevin Chamberlin von Jesus Freak Hideout, dass das Album dem Vorgänger Comatose nicht gerecht wird und vergab 3 von 5 Sternen. Zudem kritisiert er die vielen Balladen auf dem Album. Die Webseite Alternative Addiction schreibt "Awake ist die perfekte Fortsetzung von Comatose und obwohl es an dem „Wow“-Effekt mangelt, die sein Vorgänger hatte, ist es musikalisch ebenso befriedigend".

### Preise
Bei den Billboard Music Awards 2011 gewann das Album in der Kategorie Bestes Christian-Album und setzte sich gegen Chris Tomlin, tobyMac und MercyMe durch. Bei den 41. GMA Dove Awards wurde Skillet dreimal nominiert, gewann aber keine Auszeichnung.

## Kommerzieller Erfolg

### Chartplatzierungen
Skillet hielten sich mit dem Album 144 Wochen in den US-amerikanischen Billboard-Charts, in den Billboard Top Christian Albums hält das Album den Rekord als das am längsten platzierte Album aller Zeiten.
| ChartsChartplatzierungen       | Höchstplatzierung | Wochen |
| ------------------------------ | ----------------- | ------ |
| Vereinigte Staaten (Billboard) | 2 (144 Wo.)       | 144    |

| ChartsJahrescharts (2009)      | Platzierung |
| ------------------------------ | ----------- |
| Vereinigte Staaten (Billboard) | 156         |

| ChartsJahrescharts (2010)      | Platzierung |
| ------------------------------ | ----------- |
| Vereinigte Staaten (Billboard) | 74          |

| ChartsJahrescharts (2011)      | Platzierung |
| ------------------------------ | ----------- |
| Vereinigte Staaten (Billboard) | 121         |

### Auszeichnungen für Musikverkäufe
In der ersten Woche wurden 68.000 Exemplare von Awake verkauft. Das Album Awake wurde am 10. November 2017 von der RIAA mit Doppelplatin ausgezeichnet. Die Single Awake and Alive erhielt am 7. Juli 2015 eine Platin-Schallplatte, Hero erhielt am 5. Dezember 2018 Doppelplatin und Monster wurde am 17. Juni 2019 mit Dreifachplatin ausgezeichnet.
| Land/Region                  | Auszeichnungen für Musikverkäufe (Land/Region, Auszeichnung, Verkäufe) | Verkäufe  |
| ---------------------------- | ---------------------------------------------------------------------- | --------- |
| Dänemark (IFPI)              | Gold                                                                   | 10.000    |
| Neuseeland (RMNZ)            | Gold                                                                   | 7.500     |
| Vereinigte Staaten (RIAA)    | 2× Platin                                                              | 2.000.000 |
| Vereinigtes Königreich (BPI) | Silber                                                                 | 60.000    |
| Insgesamt                    | 1× Silber · 2× Gold · 2× Platin ·                                      | 2.077.500 |